# George Ariyoshi
George Ryoichi Ariyoshi  (有吉良一?, Ariyoshi Ryoichi) (Honolulu, 12 marzo 1926) è un politico statunitense di origine giapponese, membro del Partito Democratico e 3º Governatore delle Hawaii dal 1974 al 1986.
Assunse tale carica quando John A. Burns fu dichiarato incapace di governare. Con la sua elezione, divenne il primo statunitense di origine asiatica ad essere incaricato Governatore di uno stato federato degli Stati Uniti d'America.
È il Governatore delle Hawaii rimasto in carica più a lungo ed è considerato uno dei politici più esperti del Partito Democratico delle Hawaii.